# 阿川祐未
阿川 祐未（あがわ ゆみ、1986年2月23日 - ）は、日本の女優、リングアナウンサー。

## 人物
三重県名張市出身。
関西の大学在学時、地元・名張市の劇団である劇団座☆名張少女（なばりおとめ）の座長にスカウトされ、女優活動を本格開始。
現在はCreative Company Colorsに所属している。また、GPSプロモーションのプロレス興行HEROシリーズにて、専属リングアナウンサーを務めている。安川結花と惡祐というユニットを組んでいる。
2020年11月15日 プロレスを生かした、フルコンタクトアクション「アクトリング」の花月夜（かぐや）チームのメンバーとしてデビュー。花月夜での役名は桔梗。
2022年4月25日から漢字の表記を変更し、「阿川祐（示右）未」に変更

好きな食べ物はみかん。

## 主な出演歴

### 映画
- 「星が流れる夜に」 平賀雄貴 監督 ／ 松下奈々美 役（2010年）
- 「口笛狂想曲」 松浦建志 監督 ／ 高木綾 役（2011年）
- 「歌舞伎町はいすくーる」 軽部進一 監督 （2013年）
- 「まつり灯の夜に」阿部誠監督／夏美役（2013年）

### TV
- NHK　震災特集 ドラマ「生きたい たすけたい」 母親 役（2014年）
- 千葉テレビ 「魔法少女てんてるマロン」 西の魔女 役（2015年）
- 千葉テレビ「アイドルパーティー」内「アニメモデルオーディション」コーナーMC（2016年）
- CX「痛快TV スカッとジャパン」

### 舞台
- 劇団座☆名張少女「新明暗」 主演・津田延子、関清子 役（2010年）
- 「熱海殺人事件～売春捜査官」 主演・木村伝兵衛 役（2011年）
- 井坂聡監督×グラスタ企画「ザ・ガールズトーク！？」美香役
- オフィスパラノイア奉納舞台「今昔舞踏劇～遊びの杜　其の四」 靖国神社特設ステージにて（2011年）
- オフィスパラノイア奉納舞台「今昔舞踏劇～怪　其の七」甲斐善光寺・金堂内にて（2011年）
- オフィスパラノイア「彷徨う翼」「罅割れ盾」久保光代役（2012年）
- 演劇集団アトリエッジ「特攻隊ミュージカル『流れる雲よ　2013』」良子役（2013年）
- 劇団pinkerbell「銀河旋律」ヨシノ役（2013年）
- SDプロジェクト旗揚げ公演「あなたと住むなら」スカイツリー編　住友那美役（2014年）
- Artist Japan「居酒屋お夏」 三越劇場にて ／ お美代 役（2015年）
- Artist Japan「南総里見八犬伝」 DDD AOYAMA cross theaterにて ／ 玉梓 役（2015年）
- 流星揚羽第9回公演「東都灯綺譚」「東都幻楼譚」かな役（2016年）
- ベニバラ兎団Produce Theater「No Music, Noooooo Trouble！３ ～俺の唄、君に届け！着払い～」(2016年)
- ベニバラ兎団プロデュースシアター11th stage｢Buridan's ass～ビュリダンのロバ～｣島松役（2017年）
- @emotion expression vol.7桃｢ももがたり｣雉女役(2017年）
- 流星揚羽第10回公演｢鉄屑子守唄｣あやめ役(2017年）
- スタジオＱ第5回公演「私はレイプを告訴する」及川陽菜役(2017年）
- STRAY DOG番外公演「ズーキーパーズ」五十嵐桃子役(2018年）
- MANIAX「Collapthree 〜SF3x〜」モウ役(2019年）
- 「FATALISM≠Another story」presented by SEPT　咲良乃役(2019年）
- AGAWORLD produce「HER:/ポストスクリプト」一人芝居（自主公演）(2019年）
- Alexandrite Stage「Three Kingdoms～呉国編～」（2020年）
- 流星揚羽第11回公演「天雲草子」笑い女の章・つたえ役（2020年）
- THE TOKYO BANDITs夏の特別企画公演2days「嘘とホントの婚活パーティ（仮）」（2021年）
- Alexandrite Stage「The Great Gatsby In Tokyo」マートル役（2021年）
- 惡祐15周年記念公演「マリーゴースト」主演早河梓役（安川結花とW主演）（2021年）
- アクトレスガールズ 「アクトリング 本公演 #1 Prologue」 桔梗役（2021年）[3]
- アクトレスガールズ「カウント2.9！」榊玲子役（2022年）
- アクトレスガールズ「カウント2.9！II」榊玲子役（2023年）[4]
- アクトレスガールズ「花月夜イベント」(2023年7月1日 東京・新宿)
- 「AGAWORLD vol.2 UNIQUE」（2024年）
- Project Amythos「空の匣庭(teamARKADIA)」ラファエル役（2024年4月2日‐29日　東京・萬劇場）
- 道楽息子「寄席道楽二四〇六」（2024年6月23日　東京エリア543）[5]
- 「アガワールド上映会」(2024年6月8日 上井草エリア543)
- 「寄席道楽」(2024年6月23日 上井草エリア543)[6]
- マンスリーアガワールド「牝の一生」(2024年7月26日 東京・上井草エリア543)
- アクトレスガールズ「はなきん屋敷のメイドさん～奇妙な食事会への招待状～再演」(2024年8月3日 東京・秋葉原)
- アクトレスガールズ「アクトリング　スペシャル　オムニバス公演」花月夜-桔梗役 シェルオル-クラム役 (2024年11月1日-4日 アルネ543)
- リトルアガワールド「最初の呪い」(2024年11月14日 東京・新宿ブロードバンドスタジオ)
- アクトレスガールズ「花月夜イベント」(2024年11月16日 東京・新宿地下闘技場) 桔梗 役
- 「寄席道楽」(2024年11月17日 上井草エリア543)[7]
- THE TOKYO BANDITs「ハッピーmarriage、いきなりblue part3」（2024年12月8日 東京　大塚ドリームシアター）
- アクトリング本公演『ACTRING／鏡編 参ノ面 蕨公演 Star magical☆projectノ章 〜Heartfelt Credit～』（2024年12月15日 埼玉 蕨レッスル武道館）桔梗 役
- アクトリング本公演『ACTRING／鏡編 四ノ面 蕨公演 桃華雪(仮)ノ章 Go!と言えば郷に従え』（2024年12月15日 埼玉 蕨レッスル武道館）テンテン 役
- 道楽息子「かっこいいジャンパー(仮)」(2025年1月22-26日 東京・アルネ543）鬼龍院ひろみ 役
- アクトリング本公演『ACTRING／剣編 03〜信念の矛〜 』（2025年6月1日 東京・新木場1stRING）桔梗 役
- アクトレスガールズ『アクトレスガールズトークVol1 』（2025年6月2日 神奈川・ネイキッドロフト横浜）

以下Creative Company Colors(所属劇団)公演
- 旗揚げ公演「ワタシュゴ～もののけ追憶譚～」 あやかし 役(2014年)
- 第2回公演「ラヴィング・オブ・ザ・デッド～墓下より愛を込めて～」ヒロイン 髙比良恵子役(2015年)
- 第3回公演「XI-CLONE」マーリン 役(2015年)
- 第4回公演「ワタシュゴ～もののけ冒険譚～」火車 役(2016年)
- 番外公演「COLORS」作・演出・出演（2017年）
- 第５回公演「ココロドロップス」主演・澤田サワコ役（2018年）
- C.C.C×fool VS公演「天-COLORS×JOKER-」キツネ役（2018年）
- 第6回公演「アマテラスドライブ」ヒロイン・イブ役（2019年）
- 第7回公演「ココロドロップス～with くいこみドクター～」主演・澤田サワコ役（2019年）
- 第8回公演「アリス・コード」悠月役（2019年）
- C.C.C×foolコラボ公演「アマテラスドライブ-プロト-」ヒロイン・イブ役（2020年）
- 番外公演「COLORS2」Bチーム　朱里役（2020年）
- 第9回公演「ファントムテイル」山中美和子役（2021年）
- Creative Company Colors × 劇団GAIA_crew presents「Good Luck Your Memories:RE」[8]
- 「アンビエントボーダー」釈迦牟尼仏滅役（2023年7月27-31日 東京・CBGK!)
- 第11回公演「プライマリーエチュード」シンディ・ガガ/マライア役（2023年）
- 番外公演「約三十の嘘」宝田役（2024年19-23日  東京・阿佐ヶ谷アルシェ）[9]

### ラジオ
- FM浦和 「らじおじお」 レギュラーMC （2010年3～10月）
- かつしかFM 「村山ひとしのキャラリンッぱ！」（2010年3～10月）
- podcast「山川ラジオ」2021年より不定期配信

### ネットTV
- スカイクラッドTV 「ムラ★スタ！BANG BANG」 レギュラーMC （2010年）
- ニコニコ生放送（ドワンゴ公式番組）「アイドル生放送局」 レギュラーMC（2012年）
- 宇宙戦艦ヤマト2202ビギナーズ　新見薫役（2017年）
- ニコニコ生放送（ドワンゴ公式番組）「赤坂キャラクターバラエティ」レギュラーMC（2018年）

### リングアナウンサー
- GPSプロモーション興行「バリアフリープロレスHERO」シリーズ専属リングアナウンサー（2017年ー現在）
- アクトレスガールズ　リングアナウンサー (2023年-現在)[10]

### ナレーション
AR動画入りパンフレットシリーズ
- 京都 「世界遺産東寺」 「石清水八幡宮」
- 奈良 「法隆寺」
- 東寺フォトブックARナレーション

### DVD
- 「マイティレディ ザ・シリーズ」 ムラサキマイ 役（兼スーツアクター）
- 「マイティレディ ザ・レジェンド」 ムラサキマイ 役（兼スーツアクター）
- 「マイティピンク vs レディレジェンド」ムラサキマイ 役（兼スーツアクター）[11]
- 「魔法少女てんてるマロン」西の魔女役[12][13]
- フォトDVD 「阿川 祐未～still dreaming」／カメラマン：清水清太郎[14]

WEB　CM
- 労働者健康安全機構
- ビックカメラ「ビックカメラに行きたくなる30秒の動画」第12回BOVA協賛企業賞[15]